# Antoni Potocki (starosta lwowski)
Antoni Potocki herbu Pilawa (zm. ok. 1782) – starosta generalny ruski w latach 1767-1769.
Syn Michała, pisarza polnego koronnego.
Oficer, pułkownik wojsk francuskich od 1755 roku, starosta błoński, marszałek ruski w konfederacji radomskiej. W załączniku do depeszy z 2 października 1767 roku do prezydenta Kolegium Spraw Zagranicznych Imperium Rosyjskiego Nikity Panina, poseł rosyjski Nikołaj Repnin określił go jako posła właściwego dla realizacji rosyjskich planów na sejmie 1767 roku, poseł województwa ruskiego na sejm 1767 roku. 23 października 1767 wszedł w skład delegacji Sejmu, wyłonionej pod naciskiem posła rosyjskiego Nikołaja Repnina, powołanej w celu określenia ustroju Rzeczypospolitej.